# Volleyball Twin
Volleyball Twin (バレーボールTwin?, Barēbōru Twin), conosciuto in Nord America come Dig & Spike Volleyball, è un videogioco di pallavolo e beach volley per Super Nintendo Entertainment System sviluppato dalla TOSE.

## Modalità di gioco
Nel videogioco è possibile giocare a pallavolo maschile o a beach volley femminile. In entrambe le discipline è possibile disputare un'amichevole, un torneo o fare allenamento. Il torneo di pallavolo è il campionato mondiale con otto nazionali mentre nel beach volley è possibile scegliere tra America Cup, Brazil Cup, Italy Cup o Japan Cup.

## Nazionali
Nel gioco sono presenti otto nazionali di pallavolo:
- Cuba
- CSI
- Stati Uniti
- Italia
- Paesi Bassi
- Brasile
- Giappone
- Algeria